# Státní okresní archiv Rakovník
Státní okresní archiv Rakovník je oddělením Státního oblastního archivu v Praze a sídlí v Rakovníku, Plzeňské ulici 2493. Vedoucí archivu je Mgr. Renata Mayerová.

## Fondy

### Městské fondy
Je zde uchováván rakovnický městský archiv, který je jedním z nejkomplexnějších souborů písemností raného novověku v České republice. Nachází se zde listina krále Jana Lucemburského z roku 1319, ve které král potvrzuje dosavadní městská práva a přivtěluje město ke královské komoře. Mezi další významné dokumenty patří:
- Městská pamětní kniha z let 1384-1523.
- Rejstřík berně a královského úroku z let 1436-1449.
- Archiv města Nové Strašecí, jehož dokumenty začínají v 17. století: nejstarší dochovaná městská trhová kniha je z let 1610-1669 a nejstarší privilegium je konfirmace císaře Ferdinanda III. z roku 1652.
- a další.

### Ostatní fondy
- Archivní fondy řemeslnických cechů, kde nejstarší dokumenty pocházejí z roku 1571, dokládají hospodářský a ekonomický vývoj okresu.
- Fondy okresního úřadu svědčící o hospodářském, politickém, národnostním a kulturním vývoji regionu.
- Fondy škol obsahují školní kroniky z první poloviny 19. století, většina pak od 70. a 80. let 19. století. Nachází se zde i kronika první reálky v českých zemích, která je v letech 1833-1882 psána německy, později česky.
- Fondy děkanských, farních a vikariátních úřadů.
- a další.

### Fondy spolků a organizací
- Pěvecko-hudební spolek Rakovník
- Divadelní ochotnická jednota Tyl Rakovník
- Okrašlovací spolek Rakovník
- Muzejní spolek Rakovník
- Klub československých turistů, odbor Rakovník. Zde je uložena agenda Komitétu pro záchranu hradu Krakovce z let 1914-1928 a soubor fotografií tohoto hradu od architekta Eduarda Sochora z roku 1911.
- Sbor dobrovolných hasičů Nové Strašecí
- a další.

### Osobní fondy
- Jan Renner, učitel, muzejník, archivář a kronikář,
- Václav Kočka, regionální historik,
- Miroslav Görtler, historik a pedagog,
- Zikmund Winter, historik a spisovatel,
- Zdeněk Štěpánek, herec.
- a další.

### Fondy průmyslových podniků
- RAKO továrna na výrobu šamotového zboží,
- Rakovnické keramické závody n. p.
- František Otta, továrna na mýdla a jedlé tuky, Rakovník,
- Rakona n. p. Rakovník
- Ing. J. Vltavský a. s. (1909-1948)
- TOS Rakovník n. p. (1948-2001)
- a další.[2]

## Příklady archiválií

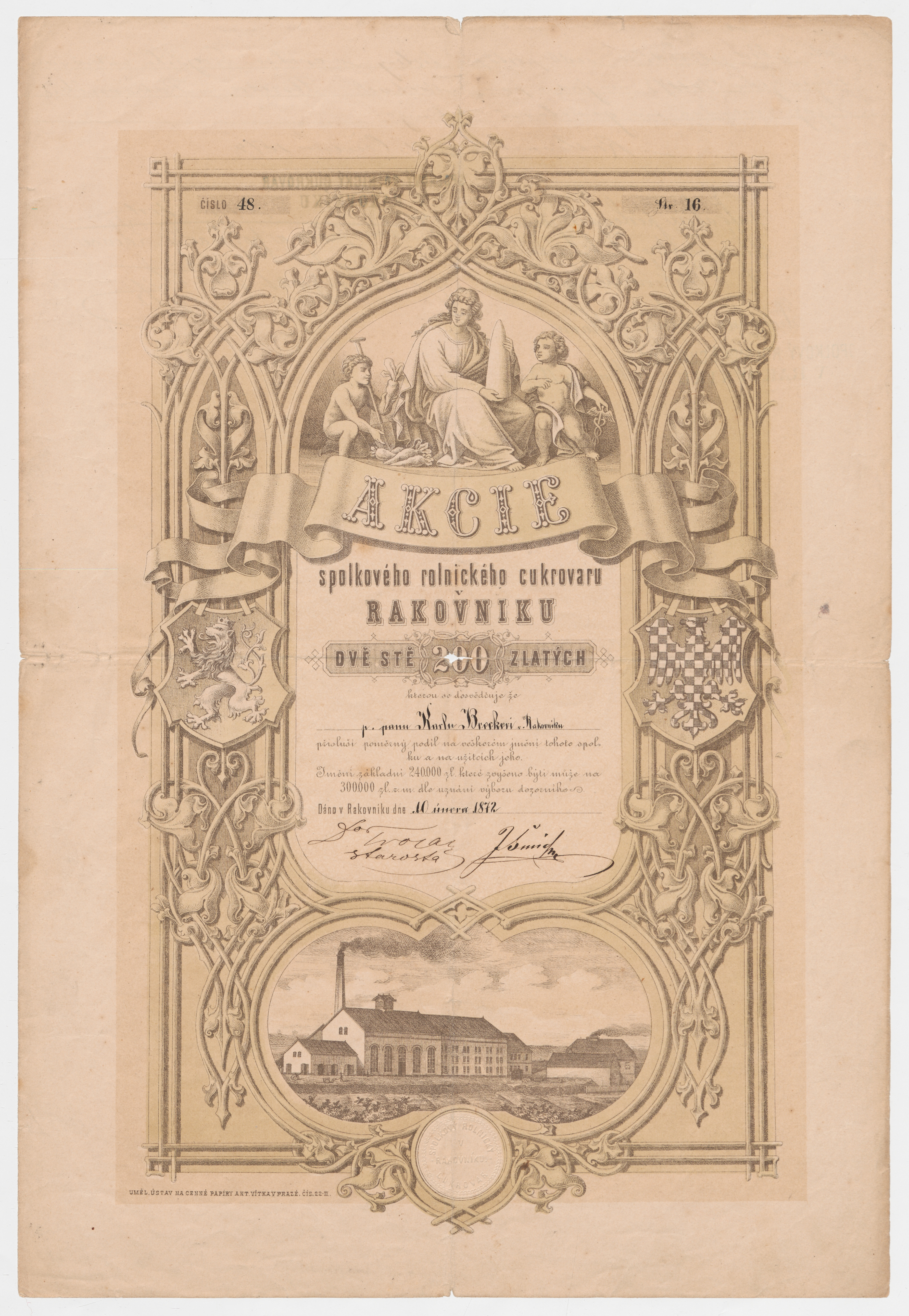
Akcie spolkového rolnického cukrovaru v Rakovníku, 1872
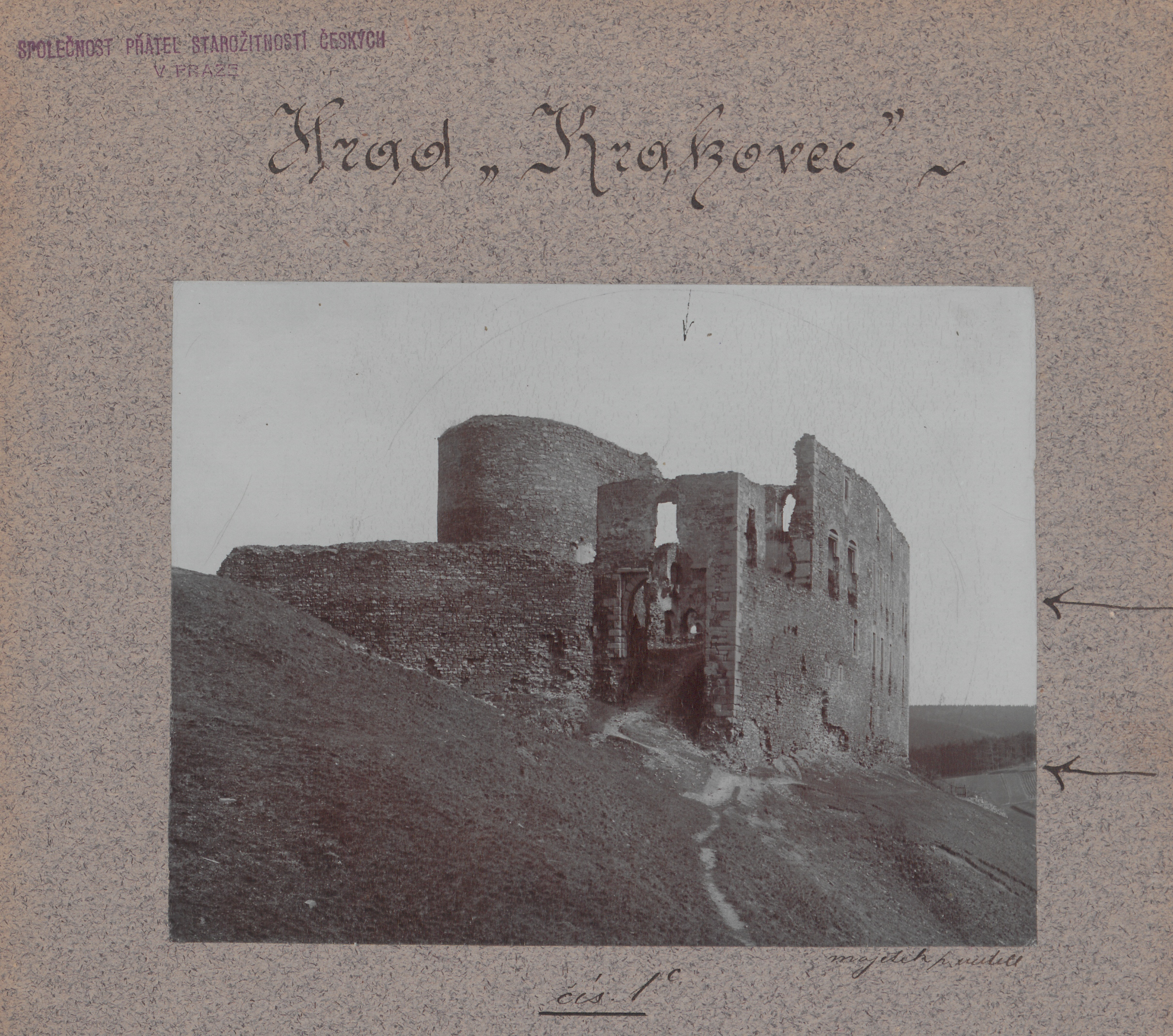
Fotografie architekta Eduarda Sochora zachycující stav hradu Krakovce v roce 1911
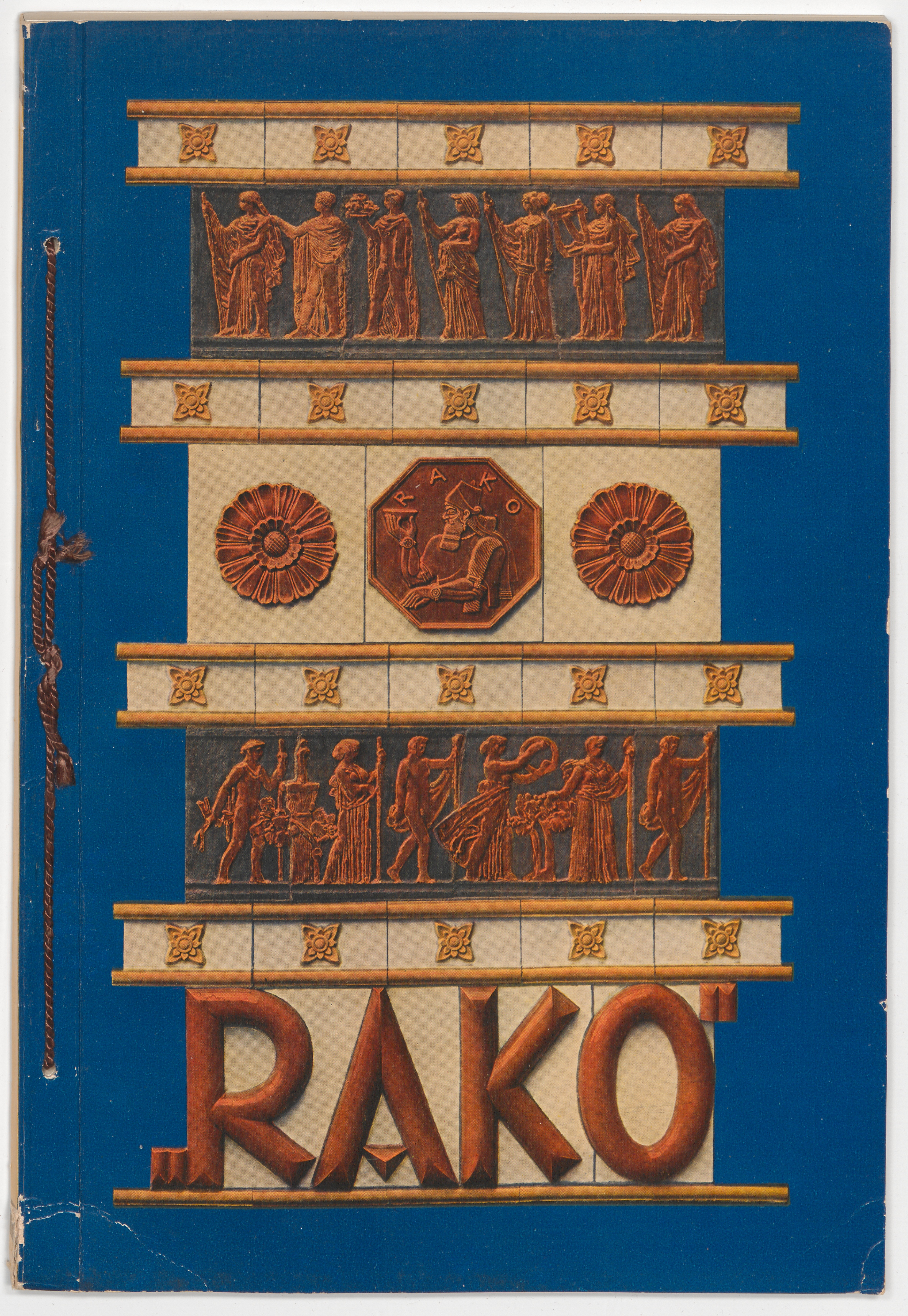
Katalog zboží "RAKO" firmy Rakovnické a poštorenské keramické závory Rakovník, 20. léta 20. století
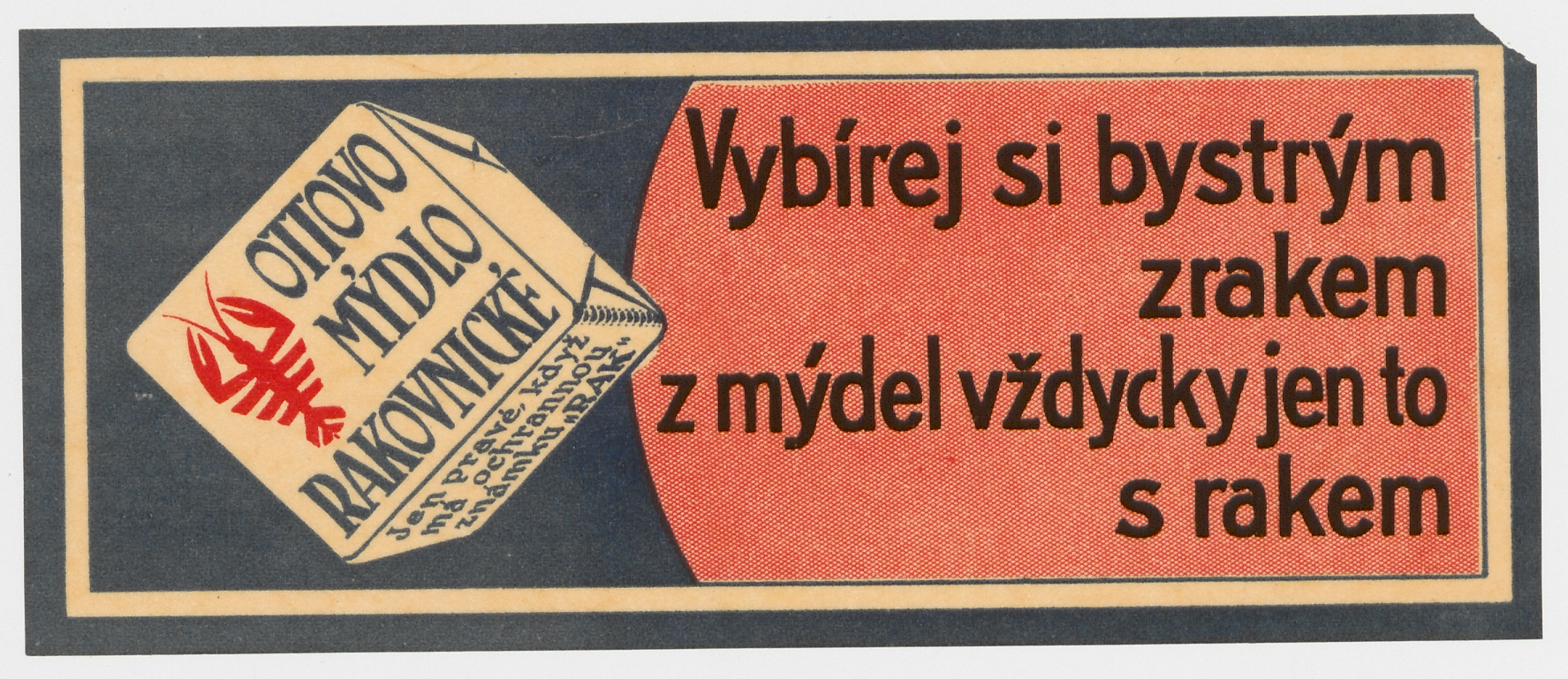
Reklama na výrobky firmy Otta Rakovník, 30. léta 20. století